# PA2: The Director's Cut
Albums de Marco Polo
Seize the Day
(2013)
Singles
1. G.U.R.U.
Sortie : 17 avril 2013[1]
2. 3-O-Clock
Sortie : 17 septembre 2013[2]
3. Astonishing
Sortie : 24 octobre 2013[3]
4. West Coast Love
Sortie : 5 novembre 2013[4]

PA2: The Director's Cut est le quatrième album studio du rappeur/producteur canadien Marco Polo, sorti le 12 novembre 2013. 
Le titre G.U.R.U. rend hommage au défunt MC de Gang Starr, avec en featuring Talib Kweli et DJ Premier. 

## Liste des titres
| No  | Titre | Contient un (des) sample(s) de                          | Durée |
| --- | --- | ------------------------------------------------------- | ----- |
| 1.  | 3-O-Clock (featuring Organized Konfusion (Pharoahe Monch & Prince Po) – Scratches : DJ Linx)                 | Authority Terminal de Cashman, Pistilli & West-Port     | 4:25  |
| 2.  | Savages (Slaine, Celph Titled et Ill Bill – Scratches : DJ Revolution)                                       |                                                         | 4:04  |
| 3.  | Earrings Off (featuring Rah Digga – Scratches : Shylow)                                                      |                                                         | 3:59  |
| 4.  | Can't Get Enough (featuring Big Twins, Nature et F.T.)                                                       |                                                         | 4:48  |
| 5.  | Astonishing (featuring Large Professor, Inspectah Deck, O.C. et Tragedy Khadafi – Scratches : DJ Revolution) |                                                         | 5:06  |
| 6.  | 6 Trill (featuring Last Emperor – Scratches : Shylow)                                                        | Half Man Half Amazin' de Pete Rock featuring Method Man | 4:30  |
| 7.  | West Coast Love (featuring MC Eiht et King Tee – Scratches : DJ Revolution)                                  |                                                         | 3:41  |
| 8.  | Wrong Girl (featuring Reach et Reggie B.)                                                                    |                                                         | 4:25  |
| 9.  | Drunken Sleuth (featuring Invincible)                                                                        |                                                         | 3:40  |
| 10. | Intermission (featuring Michael Rapaport)                                                                    |                                                         | 1:56  |
| 11. | Emergency Man (featuring Malcolm & Martin – Scratches : DJ Revolution)                                       |                                                         | 4:36  |
| 12. | Strange Brew (featuring Gangrene (The Alchemist et Oh No) – Scratches : DJ Romes)                            |                                                         | 2:47  |
| 13. | What They Say (featuring Kardinal Offishall, Lil Fame et Styles P – Scratches : Shylow)                      |                                                         | 3:56  |
| 14. | Parental Discretion (featuring Breezly Brewin)                                                               |                                                         | 4:08  |
| 15. | Underdogs (featuring Supastition et Shylow – Scratches : Shylow)                                             |                                                         | 4:11  |
| 16. | R U Gonna Eat That (featuring The Doppelgangaz)                                                              |                                                         | 3:29  |
| 17. | Sucka Free (featuring Blaq Poet, Hannibal Stax et Panchi)                                                    |                                                         | 5:23  |
| 18. | G.U.R.U. (featuring Talib Kweli et DJ Premier – Scratches : DJ Premier)                                      |                                                         | 4:51  |
| 19. | Glory (Finish Hard) (featuring Masta Ace, A.G., Posdnous et Dion Jenkins)                                    |                                                         | 5:21  |